# Crash! Boom! Bang! Tour
Crash! Boom! Bang! Tour fue el cuarto tour (el segundo a nivel mundial) del dúo sueco Roxette, lanzado en apoyo de su quinto álbum de estudio Crash! Boom! Bang! , disco grabado en Estocolmo, Londres y La Isla de Capri entre febrero de 1993 y enero de 1994 y publicado el 9 de abril de 1994.

## El Tour
Realizado entre los años 1994 y 1995, la gira comenzó el 6 de septiembre de 1994 en Helsinky, Finlandia en el Jäähalli Helsinki Ice Hall  y su fecha de finalización fue el 1 de mayo de 1995 en el Olympic Stadium, en Rusia. Esta gira tuvo un total de 81 presentaciones: 48 en Europa, 14 en Asia, 9 en América Latina, 8 en Oceanía y 4 en África siendo vista por casi un millón de espectadores. 
Roxette llegó en esta oportunidad a lugares poco comunes entre artistas internacionales, incluyendo shows en lugares como Sudáfrica (7, 9, 11 y el 14 de enero de 1995), Indonesia (6 de febrero de 1995), Filipinas (14 de febrero de 1995), Taiwán (16 de febrero de 1995), China(19 de febrero de 1995), Costa Rica (22 de marzo de 1995) y Venezuela (Poliedro de Caracas 24 de marzo de 1995).
De estos shows destacarón el show del 14 de enero en el Johannesburg Stadium, en Johannesburgo, Sudáfrica, show que quedó registrado en la publicación en VHS y laserdisc Roxette – Crash! Boom! Live! - The Johannesburg Concert;  la histórica presentación en Beijing, China del 19 de febrero de 1995. Histórica, pues fue la primera banda occidental en tocar desde que Wham! lo hizo en 1985 (en los hechos eso lo convierte en la segunda banda occidental) y el show del día 8 de abril de 1995 en el estadio de Ferrocarril Oeste donde la mayoría de los 15 mil asistentes esperaron hasta 8 hs abajo de una intensa lluvia el ingreso al recinto abierto. No menos destacable es el lugar y la fecha elegida para el cierre de la gira. Esta fue el 1.º de mayo, durante la celebración de la popular fiesta socialista, en Rusia.

## La Banda
La formación de músicos que acompañaron al dúo sueco contrastó con la alineación de la anterior gira. La placa, motivo de la gira, Crash! Boom! Bang! tiene canciones más "duras". Hay más presencia de guitarras, de arreglos de percusión, a la vez que los teclados, que tienen una participación más secundaria a diferencia de lo que fue Joyride. La tarea vocal se repartió más en esta placa donde se observa mayor participación de Per Gessle. Allmusic en su review notó más rock en el disco, y una distribución más equitativa en las voces, incluso un crecimiento musical, observando que no se nota aquella diversión que los hizo tan populares.
Entonces, la presencia de 2 baterías y 3 guitarras, en esta alineación, es una expresión, a su vez, del contraste que este disco tiene con respecto a su antecesor, Joyride:
- Per Gessle: Líder vocal, Guitarra rítmica, guitarra acústica y armónica.
- Marie Fredriksson: Líder vocal y teclados.
- Clarence Öfwerman: teclados.
- Anders Herrlin: Bajo.
- Jonas Isaccson: Primera guitarra.
- Mikael Nord Andersson: Segunda guitarra, Mandolina, Lap Steel Guitar y coros.
- Pelle Alsing: Batería.
- Mats Persson: Batería y coros.

## Crash! Boom! Live!
El 19 de septiembre de 1996 Roxette publicó en VHS y Laserdisc, a través de Picture Music International y EMI Roxette – Crash! Boom! Live! - The Johannesburg Concert, el show del 14 de enero de 1995 con 18 canciones.

## Acto de apertura[21][22]
Los teloneros durante la gira fueron:
- Europa
  - Brainpool
- América Latina
- Argentina
  - Sweter
  - Abejorros

## Repertorio[23][24]
Para este tour la canción Mission Imposible, banda de sonido original de la serie televisiva Mission Impossible, autoría del argentino Lalo Schiffrin, fue usada para ser la intro que abriera los shows. El setlist usado en 1994 incluyó dos covers. So You Want to Be a Rock 'n' Roll Star una canción del grupo The Byrds, que Roxette ya había interpretado durante su presentación acústica para MTV en The Cirkus, Estocolmo el 9 de enero de 1993. La otra canción fue Hanging on the Telephone del grupo The Nervers. 
Para las presentaciones del año 1995, la canción de The Nevers ya no estaba presente. Además se incluyeron Hotblooded, canción con la que normalmente abrieron los shows del Join The Joyride! World Tour, Run to you, cuarto sencillo promocional del disco Crash! Boom! Bang! y Go to sleep, canción que Marie Fredriksson escribió para su hija Josefin y que cierra el quinto álbum de estudio del dúo. Como nota de color la canción Joyride incluye un enganche que permitió a la banda tocar el estribillo de la canción How do you do! sencillo principal del disco Tourism, cuarta placa discográfica de Roxette.
Repertorio 9 de septiembre de 1994 - Globen Arena - Estocolmo - Suecia:
1. Intro: "Misión impossible" (banda sonora original de la serie Misión Imposible)
2. "Sleeping in My Car"
3. "Fireworks"
4. "Almost Unreal"
5. "Dangerous"
6. "So You Want to Be a Rock 'n' Roll Star" (The Byrds cover)
7. "Crash! Boom! Bang!"
8. "Listen to Your Heart"
9. "The First Girl on the Moon"
10. "Harleys & Indians (Riders in the sky)"
11. "Lies"
12. "The Rain"
13. "I Love the Sound Of Crashing Guitars"
14. "It Must Have Been Love"
15. "Fading Like a Flower (Every Time You Leave)"
16. "Dressed for Success"
17. "The Big L."
18. "Spending My Time"
19. "Cry"
20. "Hanging on the Telephone" (The Nerves cover)
21. "The Look"
22. "Love Is All (Shine Your Light on Me)"
23. "Joyride"

Repertorio 8 de abril de 1995 - estadio Arquitecto Ricardo Etcheverri - club Ferrocarril Oeste - Ciudad de Buenos Aires - Argentina:
1. Intro: "Missión impossible" (banda de sonido original de la serie Misión Imposible)
2. "Sleeping in My Car"
3. "Fireworks"
4. "Almost Unreal"
5. "Dangerous"
6. "So You Want to Be a Rock 'n' Roll Star" (The Byrds cover)
7. "Crash! Boom! Bang!"
8. "Listen to Your Heart"
9. "The First Girl on the Moon"
10. "Harleys & Indians (Riders in the sky)"
11. "Lies"
12. "The Rain"
13. "Hotblooded"
14. "It Must Have Been Love"
15. "Fading Like a Flower (Every Time You Leave)"
16. "Dressed for Success"
17. "The Big L."
18. "Joyride"
19. "How do you do!"
20. "Spending My Time"
21. "Cry"
22. "Run to you"
23. "The Look"
24. "Love Is All (Shine Your Light on Me)"
25. "Go to sleep"

## Fechas del Tour
| Fecha                    | Ciudad         | País            | Recinto                                  | Banda Soporte          |
| Europa                   | Europa         | Europa          | Europa                                   | Europa                 |
| ------------------------ | -------------- | --------------- | ---------------------------------------- | ---------------------- |
| 6 de septiembre de 1994  | Helsinki       | Finlandia       | Jäähalli                                 | Brainpool              |
| 9 de septiembre de 1994  | Estocolmo      | Suecia          | Globen Arena                             | Brainpool              |
| 10 de septiembre de 1994 | Norrköping     | Suecia          | Himmelstalundshallen                     | Brainpool              |
| 12 de septiembre de 1994 | Copenhague     | Dinamarca       | Valby-Hallen                             | Brainpool              |
| 13 septiembre1994        | Halmstad       | Suecia          | Halmstad Arena                           | Brainpool              |
| 14 de septiembre de 1994 | Oslo           | Noruega         | Oslo Spektrum                            | Brainpool              |
| 16 septiembre1994        | Karlskoga      | Suecia          | Nobelhallen                              | Brainpool              |
| 17 de septiembre de 1994 | Jönköping      | Suecia          | Jönköping Concert Hall                   | Brainpool              |
| 18 septiembre1994        | Gothenburg     | Suecia          | Scandinavium                             | Brainpool              |
| 20 septiembre1994        | Róterdam       | Holanda         | Rotterdam Ahoy                           | Brainpool              |
| 21 septiembre1994        | Róterdam       | Holanda         | Rotterdam Ahoy                           | Brainpool              |
| 23 de septiembre de 1994 | Kiel           | Alemania        | Sparkassen-Arena                         | Brainpool              |
| 24 de septiembre de 1994 | Bielefeld      | Alemania        | Seidenstickerhalle                       | Brainpool              |
| 25 septiembre1994        | Bremen         | Alemania        | ÖVB Arena                                | Brainpool              |
| 6 de octubre de 1994     | Berlín         | Alemania        | Deutschlandhalle                         | Brainpool              |
| 7 octubre1994            | Berlín         | Alemania        | Deutschlandhalle                         | Brainpool              |
| 8 de octubre de 1994     | Halle          | Alemania        | Eissporthalle                            | Brainpool              |
| 10 de octubre de 1994    | Colonia        | Alemania        | Sporthalle                               | Brainpool              |
| 12 de octubre de 1994    | Múnich         | Alemania        | Olympiahalle                             | Brainpool              |
| 13 de octubre de 1994    | Múnich         | Alemania        | Olympiahalle                             | Brainpool              |
| 15 de octubre de 1994    | Mannheim       | Alemania        | Maimarkthalle                            | Brainpool              |
| 18 de octubre de 1994    | Fráncfort      | Alemania        | Festhalle Frankfurt                      | Brainpool              |
| 19 de octubre de 1994    | Memmingen      | Alemania        | Eissporthalle                            | Brainpool              |
| 21 de octubre de 1994    | Stuttgart      | Alemania        | Hanns-Martin-Schleyer-Halle              | Brainpool              |
| 22 de octubre de 1994    | Stuttgart      | Alemania        | Hanns-Martin-Schleyer-Halle              | Brainpool              |
| 24 de octubre de 1994    | Hamburgo       | Alemania        | Alsterdorfer Sporthalle                  | Brainpool              |
| 25 de octubre de 1994    | Hamburgo       | Alemania        | Alsterdorfer Sporthalle                  | Brainpool              |
| 26 de octubre de 1994    | Praga          | República Checa | Tipsport Arena                           | Brainpool              |
| 27 de octubre de 1994    | Praga          | República Checa | Tipsport Arena                           | Brainpool              |
| 9 de noviembre de 1994   | Londres        | Inglaterra      | Wembley Arena                            | Brainpool              |
| 11 de noviembre de 1994  | Dúblin         | Irlanda         | Point Depot                              | Brainpool              |
| 14 de noviembre de 1994  | Sheffield      | Inglaterra      | Sheffield Arena                          | Brainpool              |
| 15 de noviembre de 1994  | Edimburgo      | Escocia         | Royal Highland Showground                | Brainpool              |
| 17 de noviembre de 1994  | Birmingham     | Inglaterra      | National Exhibition Centre               | Brainpool              |
| 18 de noviembre de 1994  | Bruselas       | Bélgica         | Forest National                          | Brainpool              |
| 19 de noviembre de 1994  | Bruselas       | Bélgica         | Forest National                          | Brainpool              |
| 21 de noviembre de 1994  | Zürich         | Suiza           | Hallenstadion                            | Brainpool              |
| 22 de noviembre de 1994  | Lausanne       | Suiza           | Halle des Fêtes                          | Brainpool              |
| 25 de noviembre de 1994  | Innsbruck      | Austria         | OlympiaWorld Innsbruck                   | Brainpool              |
| 26 de noviembre de 1994  | Viena          | Austria         | Wiener Stadthalle                        | Brainpool              |
| 28 de noviembre de 1994  | Dortmund       | Alemania        | Westfalenhalle                           | Brainpool              |
| 29 de noviembre de 1994  | Hanover        | Alemania        | Hannover Messe                           | Brainpool              |
| 1 de diciembre de 1994   | Barcelona      | España          | Palau Sant Jordi                         | Brainpool              |
| 2 de diciembre de 1994   | Madrid         | España          | Palacio de Deportes                      | Brainpool              |
| 3 de diciembre de 1994   | Madrid         | España          | Palacio de Deportes                      | Brainpool              |
| 4 de diciembre de 1994   | San Sebastián  | España          | Velódromo de Anoeta                      | Brainpool              |
| Sudáfrica                |                |                 |                                          |                        |
| 6 de enero de 1995       | Durban         | Sudáfrica       | Kings Park Stadium                       |                        |
| 9 de enero de 1995       | Port Elizabeth | Sudáfrica       | St. George's Stadium                     |                        |
| 11 de enero de 1995      | Cape Town      | Sudáfrica       | Green Point Stadium                      |                        |
| 14 de enero de 1995      | Johannesburg   | Sudáfrica       | Ellis Park Stadium                       |                        |
| Australia                |                |                 |                                          |                        |
| 18 de enero de 1995      | Perth          | Australia       | Perth Entertainment Centre               |                        |
| 21 de enero de 1995      | Sídney         | Australia       | Sydney Entertainment Centre              |                        |
| 25 de enero de 1995      | Newcastle      | Australia       | Newcastle Entertainment Centre           |                        |
| 27 de enero de 1995      | Brisbane       | Australia       | Brisbane Entertainment Centre            |                        |
| 29 de enero de 1995      | Canberra       | Australia       | National Convention Centre               |                        |
| 31 de enero de 1995      | Adelaida       | Australia       | Adelaide Entertainment Centre            |                        |
| 1 de febrero de 1995     | Melbourne      | Australia       | Melbourne Entertainment Centre           |                        |
| 2 de febrero de 1995     | Melbourne      | Australia       | Melbourne Entertainment Centre           |                        |
| Asia                     |                |                 |                                          |                        |
| 6 de febrero de 1995     | Yakarta        | Indonesia       | Jakarta Convention Center                |                        |
| 8 de febrero de 1995     | Kallang        | Singapure       | Singapur Indoor Stadium                  |                        |
| 10 de febrero de 1995    | Hong Kong      | Hong Kong       | Queen Elizabeth Stadium                  |                        |
| 12 de febrero de 1995    | Bangkok        | Tailandia       | Queen Sirikit National Convention Center |                        |
| 14 de febrero de 1995    | Manila         | Filipinas       | Folk Arts Theater                        |                        |
| 16 de febrero de 1995    | Taipéi         | Taiwán          | Taipei County Stadium                    |                        |
| 19 de febrero de 1995    | Beijing        | China           | Workers Indoor Arena                     |                        |
| 22 de febrero de 1995    | Tokio          | Japón           | Nakano Sun Plaza                         |                        |
| 23 de febrero de 1995    | Tokio          | Japón           | Nakano Sun Plaza                         |                        |
| 24 de febrero de 1995    | Sendai         | Japón           | Sendai Sun Plaza                         |                        |
| 26 de febrero de 1995    | Tokio          | Japón           | Kōsei Nenkin Kaikan                      |                        |
| 27 de febrero de 1995    | Osaka          | Japón           | Osaka Festival Hall                      |                        |
| 28 de febrero de 1995    | Fukuoka        | Japón           | Fukuoka Sunpalace                        |                        |
| 2 de marzo de 1995       | Yokohama       | Japón           | Kanagawa Kenmin Hall                     |                        |
| Latinoamérica            |                |                 |                                          |                        |
| 22 de marzo de 1995      | Heredia        | Costa Rica      | Palacio de los Deportes                  |                        |
| 24 de marzo de 1995      | Caracas        | Venezuela       | Poliedro de Caracas                      |                        |
| 27 de marzo de 1995      | São Paulo      | Brasil          | Olímpia                                  |                        |
| 28 de marzo de 1995      | São Paulo      | Brasil          | Olímpia                                  |                        |
| 30 de marzo de 1995      | Río de Janeiro | Brasil          | Metropolitan                             |                        |
| 31 de marzo de 1995      | Río de Janeiro | Brasil          | Metropolitan                             |                        |
| 2 de abril de 1995       | Santiago       | Chile           | Teatro Caupolicán                        |                        |
| 5 de abril de 1995       | Lima           | Perú            | Colegio Roosevelt                        |                        |
| 8 de abril de 1995       | Buenos Aires   | Argentina       | Ricardo Etcheverry Stadium               | Suéter - Los Abejorros |
| Rusia                    |                |                 |                                          |                        |
| 1 de mayo de 1995        | Moscú          | Rusia           | Olympic Stadium                          |                        |
| 2 de mayo de 1995        | Moscú          | Rusia           | Olympic Stadium                          |                        |